# Regionales Schutzgebiet Ampiyacu Apayacu
Das Regionale Schutzgebiet Ampiyacu Apayacu (spanisch Área de Conservación Regional Ampiyacu Apayacu) befindet sich in der Region Loreto in Nord-Peru. Das Schutzgebiet wurde am 14. Januar 2011 durch das Decreto Supremo N° DS 024-MINAM-2010 eingerichtet. Die Regionalregierung von Loreto ist die für das Schutzgebiet zuständige Behörde. Das Schutzgebiet besitzt eine Größe von 4341,3 km². Es dient der Erhaltung des tropischen Regenwaldes an den Oberläufen der Flüsse Río Ampiyacu und Río Apayacu und dessen größeren Nebenflüssen und damit einem Ökosystem bedrohter Pflanzen- und Tierarten. Es wird in der IUCN-Kategorie VI als ein Schutzgebiet geführt, dessen Management der nachhaltigen Nutzung natürlicher Ökosysteme und Lebensräume dient. Die Region bildet das Siedlungsgebiet der Bora. Es befinden sich 16 Eingeborenensiedlungen in dem Schutzgebiet.

## Lage
Das Schutzgebiet liegt im Amazonasbecken 100 km nordöstlich der Regionshauptstadt Iquitos zwischen den Flussläufen von Río Napo im Westen, Río Putumayo im Norden und Amazonas im Süden. Es liegt in den Distrikten Las Amazonas (Provinz Maynas) und Pebas (Provinz Mariscal Ramón Castilla). Das Schutzgebiet erstreckt sich über die Oberläufe und Quellregionen der namengebenden Flüsse. Es ist Teil eines größeren Verbundes. Es grenzt im Westen und im Nordwesten an das regionale Schutzgebiet Maijuna Kichwa sowie im Nordosten an den Nationalpark Yaguas.

## Ökologie
In dem Gebiet gedeihen 1500 verschiedene Pflanzenarten. Es wurden in den Flusssystemen 207 Fischarten gezählt. Des Weiteren kommen in dem Areal 64 Amphibien-, 40 Reptilien-, 362 Vogel- sowie 60 Säugetierarten vor.